# Roland Kortenhorst
Roland Werner François Kortenhorst (Eindhoven, 14 juni 1958) is een Nederlands ondernemer en voormalig politicus. Hij was van 1999 tot 2002 lid van de Provinciale Staten van Friesland namens het Christen-Democratisch Appèl (CDA), en van 23 mei 2002 tot 3 september 2008 lid van de Tweede Kamer der Staten-Generaal.
Roland Kortenhorst volgde zijn middelbareschoolopleiding aan het Sint Stanislas College in Delft. Hij studeerde van 1976 tot 1984 scheepsbouw en scheepvaartkunde aan de Technische Hogeschool te Delft (de huidige Technische Universiteit Delft) en volgde van 1985 tot 1988 een avondopleiding bedrijfskunde aan de Academie voor Bedrijfskunde van de Rijksuniversiteit Groningen. Hij was werkzaam als directeur van verschillende bedrijven in de scheepsbouwsector, onder meer twee Friese scheepswerven.
Bij de Tweede Kamerverkiezingen 2002 werd Kortenhorst gekozen in het parlement. Hij was namens zijn fractie woordvoerder op het gebied van defensie, verkeer en waterstaat en economische zaken, en hield zich vooral bezig met het industriebeleid. Bij de verkiezingen van 2003 en 2006 werd hij herkozen. Uit hoofde van zijn Kamerlidmaatschap was hij tevens lid van de Parlementaire Assemblée van de NAVO.
Naast zijn parlementaire werkzaamheden is Kortenhorst bestuurslid van de 'Vereniging oud-leden S.G. 'William Froude', was hij lid van het bestuur van de Stichting BOS (Bedrijfs Ontwikkeling Scheepsbouw). Eerder was hij bestuurder van de Koninklijke Nederlandse Vereeniging van Technici op Scheepvaartgebied. Voor zijn Tweede Kamerperiode was hij vanaf 1999 lid van de Provinciale Staten van Friesland.
Op 3 september 2008 verliet Kortenhorst de Tweede Kamer om een eigen luchtvaartbedrijf op te zetten, Sky-taxi.eu. Dit bedrijf werd in januari 2010 echter failliet verklaard.
In de periode 2009 - 2020 was Kortenhorst actief in de belangenbehartiging.
Zo was hij voorzitter van de grootste ondernemersorganisatie van Nederland in de binnenvaart: Koninklijke BLN - Schuttevaer, welke onder zijn leiding werd opgericht vanuit onder meer de BBU, Binnenvaart Branche Unie (welke eerder als vereniging door Kortenhorst werd opgericht) en Konkinklijke Vereniging Schuttevaer. In 2019 stopte hij als binnenvaart-voorzitter om zich helemaal te kunnen gaan richten op het bedrijf dat hij samen met zijn echtgenote Annelies Maas bestuurt: Medical Precision BV
Voorts werd Kortenhorst tijdens de algemene ledenvergadering van FOSAG op 27 november 2009 te Noordwijkerhout tot nieuwe FOSAG-voorzitter gekozen. In mei 2011 trad hij vervolgens af vanwege omstandigheden in de privésfeer.
Naast dit werk heeft Kortenhorst in 2010 een lobby- en belangenbehartigingskantoor opgezet, Linking Partners BV. Dat kantoor was vooral actief voor de maritieme industrie en voor diverse belangen in de zorg. Ook richtte hij in 2011 Linking Aviation op, een verhuurbedrijf voor sportvliegtuigen.
In 2020 heeft hij zijn advieswerkzaamheden in Linking Partners BV gestopt om zich geheel te kunnen richten op Medical Precision BV.
In 2017 trad Kortenhorst toe in de onderneming Medical Precision BV (www.medicalprecision.nl) dat het jaar daarvoor, in 2016, was opgericht door zijn echtgenote Annelies Maas. De onderneming ontwikkelt en produceert medische apparatuur voor het plaatsen van de referentiepunten ten behoeve van bestralingsbehandelingen bij kankerbestrijding. De systemen van Medical Precision BV kregen in juli 2020 hun CE-toelating, en worden thans in meerdere kankercentra in Nederland en Europa gebruikt.

## Persoonlijk
Roland Kortenhorst is sinds 3 september 2015 gehuwd met Annelies Maas. Tezamen hebben zij zes kinderen uit hun eerdere huwelijken. Kortenhorst woont in Zwolle. Kortenhorst is een achterneef van Jules Kortenhorst, destijds eveneens lid van de Tweede Kamer namens het CDA. Voormalig voorzitter van de Tweede Kamer Rad Kortenhorst is een oudoom van hem.
Het geslacht Kortenhorst is opgenomen in het Nederland's Patriciaat.
- Parlement.com: vg9fgopt7aga